# Haver til Maver
Haver til Maver er en landsdækkende almennyttig forening, der arbejder for at styrke primært børn og unges engagement i bæredygtighed, madkultur og sundhed. I praksis sker undervisningen i skolehaven på Krogerup Avlsgaard i Humlebæk og i Bernstorff Slotshave i Gentofte Kommune, og via en lang række lokalforeninger fordelt over hele landet. Haver til Maver blev etableret i 2006 af Søren Ejlersen som også har stiftet Aarstiderne,[kilde mangler] og støttes af Nordea-fonden.[kilde mangler]
I alt er over 20 kommuner tilknyttet Haver til Mavers skolehaveundervisning, og over 8.000 børn, primært i 4-6. klasse, får jord under neglene i det som kaldes: "Jordens bedste klasselokale!".[kilde mangler]
I samarbejde med Komiteen for Sundhedsoplysning og Institut for Uddannelse og Pædagogik/Aarhus Universitet har Haver til Maver udgivet kogebogen, MIT kokkeri som er udviklet, så børn og unge i alderen 10-16 år selv kan gå i køkkenet og lave mad. Siden lanceringen af MIT kokkeri i begyndelsen af 2015 er kogebogen delt ud til 152.000 skoleelever via 1.750 af landets skoler. Dermed rammer børne- og ungekogebogen MIT Kokkeri 80 pct. af alle skoler i Danmark.[kilde mangler]   
Senest har Haver til Maver iværksat projektet BoGro, der på baggrund af erfaring med opstart af tre fælleshaver og køkkenaktiviteter skal udvikle nye veje til naboskab og gode liv i byerne.[kilde mangler]